# Start Namysłów
Start Namysłów – polski klub piłkarski z siedzibą w Namysłowie, założony w 1952 roku. W sezonie 2024/2025 występuje w klasie okręgowej, gr. opolskiej I.

## Historia
Start Namysłów powstał 20 grudnia 1952 roku. Początkowo występował w rozgrywkach piłkarskiej klasy B. W 1972 roku (pod wodzą trenera Zbigniewa Konwanta). W 1977 roku awansował do klasy okręgowej. Po jednym sezonie spędzonym w „okręgówce” czerwono-czarni spadli do klasy A. Kolejny awans do „okręgówki” piłkarze wywalczyli w 1982 roku. Sukcesy nadeszły na początku lat 90. W sezonie 1991/1992 popularny w Namysłowie NKS wywalczył (z trenerem Zbigniewem Bilińskim) pierwszy w historii awans do klasy Międzywojewódzkiej (klasa nr 4). Rozgrywki 1992/1993 zakończyły się kolejnym sukcesem, tj. mistrzostwem i awansem do III ligi śląskiej (klasa nr 3). Zespół prowadził wtedy szkoleniowiec Andrzej Krupa. Debiut w III lidze 1993/1994 namysłowianie (pod nazwą Raczkowski/Start) zakończyli na wysokim, 4. miejscu. Następny sezon – 1994/1995 – przyniósł już jednak III-ligowe mistrzostwo i awans do II ligi polskiej (klasa nr 2). Klub występował już wtedy pod nazwą Varta/Start.
Debiut w II lidze przypadł 29 lipca 1995 roku w Gdańsku, w którym Start przegrał 0:2 z innym beniaminkiem, gdańską Polonią. Premierowy sezon (1995/1996) na zapleczu ekstraklasy NKS zakończył na 8. pozycji. Latem 1998 roku klub dokonał kolejnej zmiany nazwy, tym razem na Varta/Alkaline. Kolejne 2 sezony drużyna z Namysłowa również kończyła na 8. pozycji. Łącznie namysłowski zespół spędził w II lidze 3,5 sezonu, ostatni ligowy mecz rozgrywając 31 października 1998 roku z Polonią Bytom (mecz odbył się w Namysłowie i zakończył się wynikiem 0:0). 6 stycznia 1999 roku klub – za sprawą Ryszarda Raczkowskiego, ówczesnego prezesa i właściciela – został przeniesiony do Opola, aby od rundy wiosennej sezonu 1998/1999 występować w II lidze pod nazwą Odra/Varta Opole. I to był koniec potęgi Startu Namysłów. Tym samym seniorski zespół Startu Namysłów zniknął z piłkarskiej mapy Polski. W międzyczasie namysłowianie dwukrotnie docierali też do 1/16 finału Pucharu Polski na szczeblu centralnym. W sezonie 1993/1994 ulegli w Namysłowie 0:1 Legii Warszawa, natomiast w edycji 1998/1999 nie sprostali (też w Namysłowie) Odrze Wodzisław Śl. (1:1 po 120 minutach, karne 2-4).
Reaktywacja czerwono-czarnych nastąpiła w 2000 roku, gdy zespół przystąpił do rozgrywek w klasie A (klasa nr 6). W sezonie 2000/2001 z kompletem 20 zwycięstw wywalczył promocję do klasy okręgowej (klasa nr 5), gdzie (w rozgrywkach 2001/2002) zdobył kolejne mistrzostwo i awans, tym razem do IV ligi opolskiej (klasa nr 4). Na tym szczeblu rozgrywek występował przez 6 kolejnych sezonów 2002/2003–2007/2008, gdzie z wyjątkiem pierwszego z wymienionych, plasował się w dolnej części tabeli. Po sezonie 2007/2008 nastąpiła reorganizacja rozgrywek piłkarskich w Polsce, w wyniku której Start, choć utrzymał się w IV lidze opolskiej, de facto znalazł się w piątej – hierarchicznie – klasie rozgrywkowej. Już w premierowym sezonie 2008/2009 zespół wywalczył wicemistrzostwo ligi, równoznaczne z awansem do III ligi śląsko-opolskiej (klasa nr 4). W III-ligowym towarzystwie (sezon 2009/2010) namysłowianie spędzili tylko rok. W rozgrywkach tych zajęli 15. miejsce (ostatnie), oznaczające degradację do IV ligi opolskiej (klasa nr 5). W niej (sezon 2010/2011) Start zajął drugie miejsce, ustępując jedynie TOR Dobrzeń Wielki i wracając do III ligi. Po kolejnych trzech sezonach w III lidze opolsko-śląskiej zespół spadł do IV ligi opolskiej (na koniec sezonu 2013/14). 
W zakończonym sezonie 2024/25 Start Namysłów rywalizował w rozgrywkach ligi okręgowej województwa opolskiego, zajmując w nich 1. miejsce oraz uzyskując awans do IV ligi opolskiej.

## Sukcesy
- Występy w II lidze polskiej (klasa rozgrywkowa nr 2 – 3,5 sezonu):
  - 1995/96 (gr. I) – 8. miejsce,
  - 1996/97 (gr. I) – 8. miejsce,
  - 1997/98 (gr. I) – 8. miejsce.
  - jesień '98 (gr. I) – 9. miejsce po rundzie jesiennej (6.01.1999 klub został przeniesiony do Opola, występując od rundy wiosennej pod nazwą Odra/Varta Opole – sekcja piłki nożnej seniorów w Starcie została wówczas zawieszona).
- Występy w III lidze (klasa rozgrywkowa nr 3 – 2 sezony):
  - 1993/94 (gr. śląska) – 4. miejsce,
  - 1994/95 (gr. śląska) – 1. miejsce (awans do II ligi – klasy nr 2).
- Występy w III lidze (od edycji 2008/09 klasa rozgrywkowa nr 4 – 4 sezony):
  - 2009/10 (gr. śląsko-opolska) – 15. miejsce (spadek do IV ligi – klasy nr 5),
  - 2011/12 (gr. śląsko-opolska) – 12. miejsce,
  - 2012/13 (gr. śląsko-opolska) – 14. miejsce,
  - 2013/14 (gr. śląsko-opolska północ) – 10. miejsce, następnie 7. miejsce w grupie spadkowej i spadek do IV ligi – klasy nr 5.
- Dwukrotny awans do 1/16 finału Pucharu Polski:
  - sezon 1993/94 (06.10.1993: Raczkowski Namysłów – Legia Warszawa 0-1),
  - sezon 1998/99 (10.10.1998: Varta Alkaline Namysłów – Odra Wodzisław Śląski 1-1, karne 2-4).